# Antide Dunod
Antide Dunod de Charnage(Saint-Claude, 1640 körül – Prága, 1696. szeptember 3.) francia jezsuita szerzetes és diplomata.

## Pályafutása
"Tanulmányait Spanyolországban végezte, egyházi pályára lépett, és Salamancában teológiai doktorátust szerzett. Alapos modern nyelvtudásra tett szert, és az osztrák uralkodóház szolgálatába állt mint tárgyaló. Amikor a franciák 1674-ben megszállták Franche-Comté-t, I. Lipót császár kettős feladatot bízott rá: szervezze meg az ellenállást a Svájccal határos tartomány hegyvidékén, és ösztönözze a kantonokat, hogy engedjenek a császáriaknak. A svájciak semlegességük fenntartásához való ragaszkodása és Franche-Comté gyors meghódítása azonban hiábavalóvá tette erőfeszítéseit."
Tevékenységének magyar vonatkozása is van: amikor I. Lipót kormánya a törökök ellen folytatott háború folyamán Erdély megszerzését tűzte ki célul, Dunod atyát bízták meg azzal a feladattal, hogy I. Apafi Mihály mindenható miniszterét, Teleki Mihályt a bécsi udvar terveinek megnyerje. Dunod 1685 elején vártlanul a fogarasi udvarban termett és sikerült elérnie, hogy Teleki április 14-én kercisórai birtokán a legnagyobb titokban szerződést kössön vele. E kettős példányban feljegyzett szerződés értelmében Teleki arra kötelezte magát, hogy Erdély Lipót királyt a török ellen segíteni fogja, hogy az erdélyi hadsereg a császárihoz csatlakozik, hogy a császári hadat a szükséges élelmiszerekkel ellátja és hogy a császári hadsereg Erdélyországon keresztül vonulhat Havasalföldre. Cserébe Dunod a császár nevében évdíjat, grófi rangot, közbocsánatot a múltakért és – esetleg – menedéket meg vallásszabadságot biztosított Telekinek. Tovább´azzal érvelt, hogy "a két erős szomszéd közé szorított, de önmagának megvédéséhez túlságosan gyenge Erdély a két ellenfél által szított hosszan tartó zavargások sorozata után előbb-utóbb egyik vagy másik oldalra fog kerülni; hogy a törökök brutális önkényuralma és Ausztria szabályzott közigazgatása között az erdélyiek választása nem lehet kétséges; hogy ráadásul a császár békés újraegyesítés esetén köteles lenne tiszteletben tartani a liberális intézményeiket."
Amikor azután Teleki a megbeszélt terv szerint a fogarasi gyűlésen (1685. október 24.) Erdélynek Magyarországhoz való visszacsatolását javasolta, Dunod azt hangoztatta, hogy a rendeknek azt már csak azért is el kell fogadniuk, mert a török Erdélyt III. János lengyel királynak ígérte, ha ez eláll a szövetségtől. A gyűlés ezt a javaslatot elvetette, azonban mégis követséget indított Bécsbe, Dunod pedig ezalatt Șerban Cantacuzino  havasalföldi fejedelem követével tárgyalt. A bécsi kormány azonban nem bízott Telekiben, és attól tartva, hogy mégis a francia-török befolyás érvényesül, 1686 tavaszán Scherffenberg tábornokot küldte Erdélybe. Közben a követség Bécsben elkészítette Dietrichsteinnal azt a tervet, amelynek eredményeképpen Erdély Lipót védelme és uralma alá került volna. Ez a terv Erdélyre nézve előnyösebb lett volna Dunod tervénél, de Buda várának visszavívása annyira megnövelte a császáriak követeléseit, hogy sokkal szigorúbb feltételeket írtak elő, Teleki pedig a nyomasztó helyzet súlya alatt erre is ráállt.
I. Lipót Dunod atyát jutalmul widdini  püspökké nevezte ki, néhány évvel később – már nagybetegen – visszavonult a domonkosrendiek prágai kolostorába. Amikor ott meghalt, "a császári kormány parancsára pompásan eltemették. Nagyon hiányzott a császárnak, amint az François-Tom de Lapierre, a domonkosok priorja által 1696. szeptember 15-én  Dunod nővérének címzett leveléből kiderül: 'Egy jó testvért vesztettél el, maga a császár is nagyon elszomorodott, akinek jó szolgálatokat tett Erdélyben; hogy ezt a nagy tartományt harc anélkül szereztük meg, annak okát mindig Dunod úrnak tulajdonítottuk, aki ott oly hűségesen és körültekintően tevékenykedett, nem is beszélve egyéb szolgálatairól.'"